# Moral, Unitat, Honor
Moral, Unitat, Honor (en búlgar: Морал, Единство, Чест; MECh) és un partit polític conservador búlgar format el febrer de 2024 per l'antic ministre de Joventut i Esports i llavors diputat Radostin Vasilev.

## Història
MECh es va registrar oficialment com a partit polític el 9 de febrer de 2024, després que el seu fundador, Radostin Vasilev, formés la seva plataforma a la tardor de 2023. Malgrat els primers resultats de juny de 2024, a les eleccions anticipades d'octubre del mateix any va aconseguir el 4.44% dels vots i 12 escons, malgrat donarien suport a l'anul·lació dels resultats. Posteriorment, Vasilev demanaria la formació d'una coalició "anti-GERB i DPS" per tal d'aprovar una legislació anticorrupció, proposant-se com a candidat per esdevenir Ministre d'Interior.

## Resultats electorals

### Assemblea Nacional
| Any      | Líder            | Vots    | %         | Escons   | +/– | Govern            |
| -------- | ---------------- | ------- | --------- | -------- | --- | ----------------- |
| Jun 2024 | Radostin Vasilev | 63,992  | 2.89 (#8) | 0 / 240  | Nou | Extraparlamentari |
| Oct 2024 | Radostin Vasilev | 111,965 | 4.44 (#8) | 12 / 240 | 12  | Oposició          |

### Parlament Europeu
| Any  | Líder            | Vots   | %         | Escons | +/– | Grup |
| ---- | ---------------- | ------ | --------- | ------ | --- | ---- |
| 2024 | Radostin Vasilev | 51,076 | 2.54 (#8) | 0 / 17 | Nou | –    |